# تجرد
تجرد (تلفظ می‌شود [tædʒærrod]) در اصل به معنای تنهایی، فراغت و بی‌تعلقی است و در فلسفه، دین، کلام و عرفان، مفهومی است که در مقابل «مادیت» قرار می‌گیرد. آنچه دارای ویژگی تجرد است، مجرد نامیده می‌شود که به معنی «فاقد جسم» یا «فاقد ماده» است. عقل و نفس دو قسم مشهور مجردات هستند.